# André Casas
Pas d'image ? Cliquez ici

a Compétitions nationales et continentales officielles uniquement.

b Matchs officiels uniquement.
André Casas, né le 17 septembre 1934 à Saint-Estève et mort le 6 avril 2021 à Saint-Estève, est un joueur de rugby à XIII dans les années 1950 et 1960.
Il connaît au cours de sa carrière plusieurs clubs. Tout d'abord Avignon où il y remporte la Coupe de France en  1956, puis le XIII Catalan avec un titre de Coupe de France en 1959 puis Lézignan et un titre de Championnat de France en 1963.
Fort de ses performances en club, il est sélectionné à douze reprises de l'équipe de France entre 1959 et 1960 prenant part à la Coupe du monde 1960.

## Biographie
Dans le civil, il travaille comme employé municipal.

## Palmarès
- Collectif :
  - Vainqueur du Championnat de France : 1963 (Lézignan).
  - Vainqueur de la Coupe de France : 1956 (Avignon) et 1959 (XIII Catalan).

### Statistiques
| Saison    | Saison                 | Championnat           | Championnat | Coupe           | Coupe      | Sélection | Sélection | Sélection | Sélection | Sélection | Sélection | Sélection |
| Saison    | Saison                 | Comp.                 | Class.      | Comp.           | Class.     | Comp.     | M         | Pts       | Ess.      | Buts      | Dp.       |           |
| --------- | ---------------------- | --------------------- | ----------- | --------------- | ---------- | --------- | --------- | --------- | --------- | --------- | --------- | --------- |
| 1954-1955 | SO Avignon             | Championnat de France | 1/2 finale  | Coupe de France | Vainqueur  |           |           |           |           |           |           |           |
| 1955-1956 | SO Avignon             | Championnat de France | 1/2 finale  | Coupe de France | Vainqueur  |           |           |           |           |           |           |           |
| 1956-1957 | Bataillon de Joinville | Championnat de France | 7e          | Coupe de France | 1/8 finale |           |           |           |           |           |           |           |
| 1957-1958 | SO Avignon             | Championnat de France | 1/2 finale  | Coupe de France | Finaliste  |           |           |           |           |           |           |           |
| 1958-1959 | XIII Catalan           | Championnat de France | 1/4 finale  | Coupe de France | Vainqueur  |           |           |           |           |           |           |           |
| 1959-1960 | XIII Catalan           | Championnat de France | 5e          | Coupe de France | 1/8 finale | TO        | 5         | -         | -         | -         | -         |           |
| 1960-1961 | XIII Catalan           | Championnat de France | 1/2 finale  | Coupe de France | 1/8 finale | CM        | 3         | -         | -         | -         | -         |           |
| 1961-1962 | XIII Catalan           | Championnat de France | 1/2 finale  | Coupe de France |            |           |           |           |           |           |           |           |
| 1962-1963 | FC Lézignan            | Championnat de France | Champion    | Coupe de France |            |           |           |           |           |           |           |           |
| 1963-1964 | FC Lézignan            | Championnat de France | 1/4 finale  | Coupe de France | 1/4 finale |           |           |           |           |           |           |           |